# Gravand
Gravanden (latin: Tadorna tadorna) er en andefugl, der dels findes udbredt i Nordvesteuropa og dels fra middelhavsområdet og videre østover gennem Centralasien. I Danmark er gravanden en ret almindelig ynglefugl med 2000-3000 par (2000), men var inden den blev totalfredet i 1922 temmelig sjælden. Den yngler især ved strandenge og placerer sin rede i f.eks. rævegrave eller hule træer. Ynglebestanden er vurderet som sårbar på den danske rødliste.

## Udseende
Gravanden har en størrelse på 55-65 cm og et vingefang på 100-120 cm lang. Den kan leve helt op til 15 år. Fjerdragten er ens for de to køn, men hunnen er mindre end hannen og den har desuden en mindre knop ved næbroden end hannen. Fuglen er overvejende hvid med mørkegrønt hoved, der kan virke sort på afstand, kraftigt rødt næb, et bredt kastaniebrunt bånd over brystet, og sorte skulder- og svingfjer. Der er desuden en sort stribe på bugen, der ses bedst på overflyvende fugle. De sorte svingfjer og brystbåndet er også nemme at erkende i flugten. Ungfugle mangler det brune brystbånd og den sorte stribe på undersiden. De er desuden hvide omkring næbbet og på forsiden af halsen, men gråbrune på oversiden af hovedet og bag på halsen. Skulderfjerene er også lysere end hos de voksne. De sorte svingfjer er ikke så skarpt aftegnede, og vingen har hvid bagkant.

## Adfærd
Gravanden graver huller til reder i brinker og skrænter, men den kan også ruge i kaninhuller og rævegrave, selvom der stadig er kaniner eller ræve tilbage. Det siges, at gravænderne hvirvler sand i øjnene på ræven, hvis den bliver for nærgående. Gravanden bygger ikke nogen egentlig rede, men samler kun lidt mos, løv, strå og rigeligt med dun. I juni lægger den 8-9 store, tykskallede hvide æg, som under rugningen antager en gullig tone.

## Føde
Gravænder lever mest af små muslinger og krebsdyr, som de finder i vandhuller og på sandbanker tæt på kysten